# Hemionitis griffithii
Hemionitis griffithii là một loài dương xỉ trong họ Pteridaceae. Loài này được Hook. f. & Thomson mô tả khoa học đầu tiên năm 1864.
Danh pháp khoa học của loài này chưa được làm sáng tỏ. 